# St. Cäcilia (Westönnen)

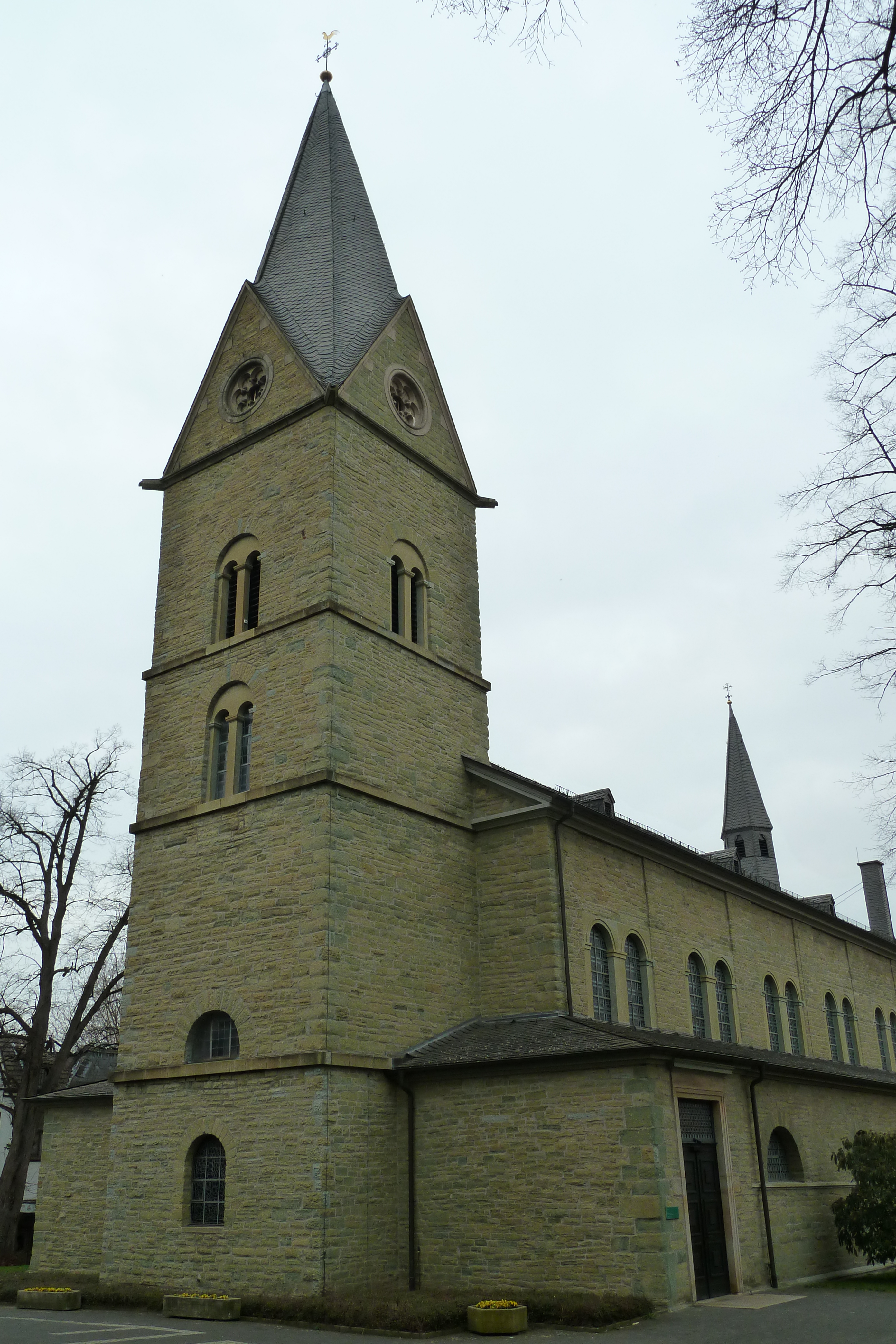
Pfarrkirche St. Cäcilia

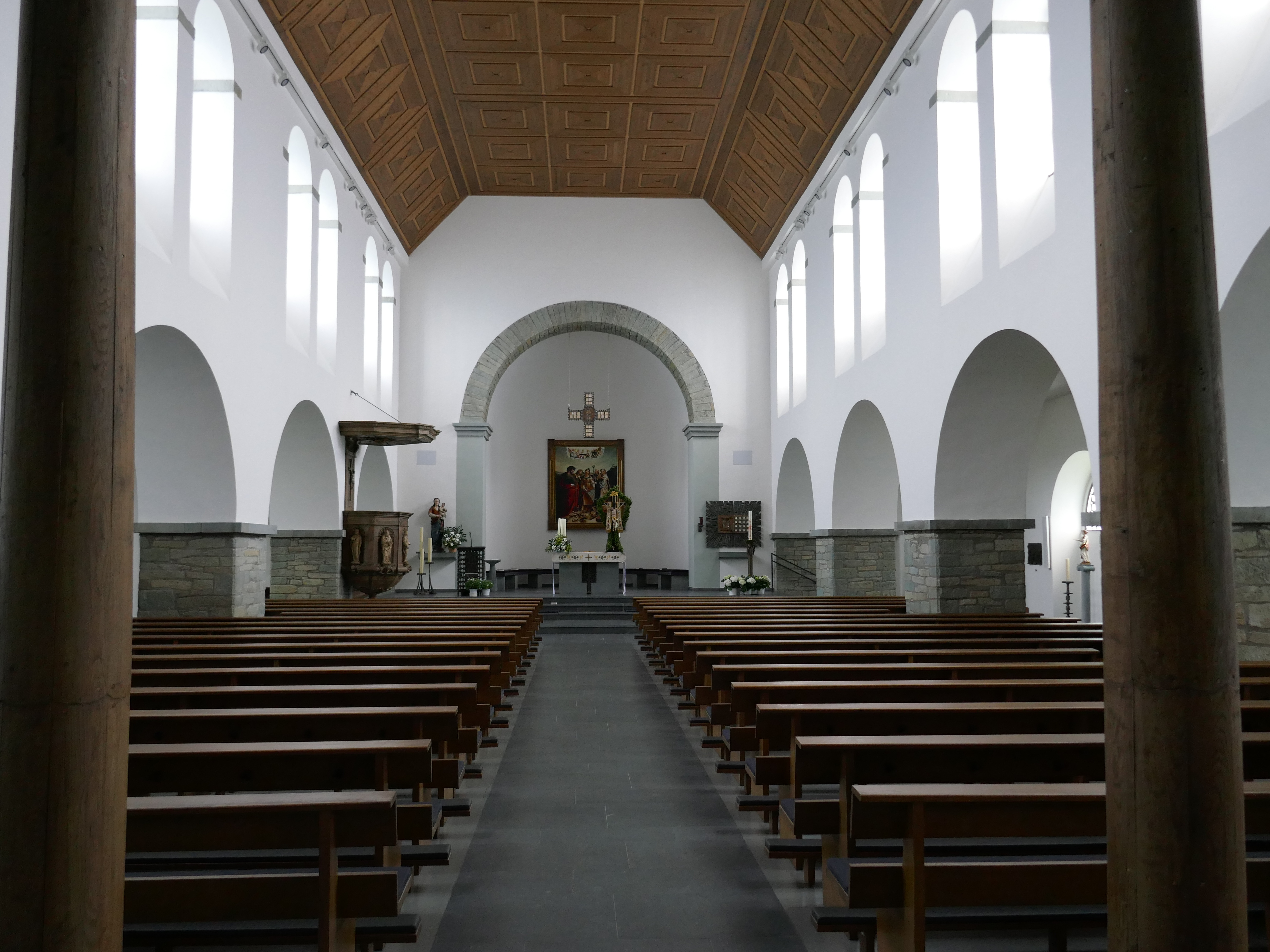
Innenansicht

Die katholische Pfarrkirche St. Cäcilia ist ein denkmalgeschütztes Kirchengebäude in der Westönner Kirchstraße 26, in Westönnen, einem Ortsteil von Werl im Kreis Soest (Nordrhein-Westfalen).

## Geschichte und Architektur
Die Vorgängerkirche war ein romanischer Bau, dieser reichte für die gewachsene Gemeinde nicht mehr aus und auch der Bauzustand war schlecht. Nachdem zu Ostern 1818 die Orgelbühne eingestürzt war, wurde die Kirche abgebrochen.
Die Ausrichtung des Gebäudes ist nicht wie üblich in der traditionellen Ost-West-Richtung, sondern in Nord-Südlicher Achse, wobei der Turm dem Südgiebel vorgesetzt ist. Die genordete Basilika aus Grünsandstein mit einem außen gerade geschlossenen Chor wurde 1821 erbaut. Baumeister war der preußische Bauinspektor Ernst Vincenz Plaßmann. Der Westturm ist eingezogen, auf dem Dach sitzt ein Dachreiter. Der Turmhelm wurde 1877/78 aufgesetzt.
Der Innenraum, insbesondere der Altarraum, wurde von 1965 bis 1969 umgestaltet. Es wurde eine neue Decke eingezogen. Die Wände des Langhauses sind durch rundbogige Gruppenfenster zwischen flachen Vorlagen gegliedert. Die Seitenschiffe sind mit Lünettenfenstern ausgestattet. 2022 wurde der Innenraum saniert.

## Ausstattung
- Eine Kanzel aus Holz vom Ende des 18. Jahrhunderts
- Figuren aus der ersten Hälfte des 19. Jahrhunderts

## Glocken
St. Cäcilia besitzt eines der größten und wohlklingendsten Dorfkirchengeläute in der Soester Börde.
| Nr. | Name/Patron                          | Nominal | Gewicht | Durchmesser | Gussjahr | Gießer                         | Ort         |
| --- | ------------------------------------ | ------- | ------- | ----------- | -------- | ------------------------------ | ----------- |
| 1   | Maria/Bauernglocke                   | f′+10   | 857 kg  | 1150 mm     | 1597     | Johann und Peter Nelmann/Soest | Glockenturm |
| 2   | Johannes Baptist/Toten-/ Feuerglocke | ges′+9  | 780 kg  | 1070 mm     | 1671     | Johann de Lapaix               | Glockenturm |
| 3   | Cäcilia/Kinderglocke                 | as′+1   | 335 kg  | 860 mm      | 1671     | Johann de Lapaix               | Glockenturm |
| 4   | Peter und Paul                       | b′+4    | 320 kg  | 810 mm      | 1982     | Karlsruher Glockengießerei     | Glockenturm |
| 5   | Liborius                             | des″+5  | 230 kg  | 685 mm      | 1982     | Karlsruher Glockengießerei     | Glockenturm |
| 6   | Engel des Herrn-Glocke               | es″+1   | 170 kg  | 700 mm      | 1749     | Michael Moll/ Köln             | Glockenturm |
| 7   | Allerheiligenglocke                  | ges″+8  | 109 kg  | 554 mm      | 1982     | Karlsruher Glockengießere      | Glockenturm |
| 8   | Magnificat/Kleppglocke               | ces″+6  | 47 kg   | 411 mm      | 2010     | Rudolf Perner/ Passau          | Dachreiter  |